# Barrage d'Hirakud
 (janvier 2016).
Si vous disposez d'ouvrages ou d'articles de référence ou si vous connaissez des sites web de qualité traitant du thème abordé ici, merci de compléter l'article en donnant les références utiles à sa vérifiabilité et en les liant à la section « Notes et références ».
Le barrage d'Hirakud est un barrage dans l'Odisha en Inde, sur le Mahânadi. Il est associé à une centrale hydroélectrique de 307,5 MW.
La gestion de ce barrage est perturbée par celle des barrages situés en amont qui dépendent de gouvernements d'autres états indiens : c'est notamment le cas du barrage de Kalma dans l'état de Chhattisgarh.